# Успенка (Тива)
Сільське поселення (сумон) Успенка (рос.: Успенка) входить до складу Тандинського кожууна Республіки Тива Російської Федерації. Відстань до с. Бай-Хаак 17 км, до Кизила – 55 км, до Москви – 3975 км.

## Населення
Населення сумона станом на 1 січня року
| Рік    | 2011 | 2012 | 2013 | 2014 | 2015 |
| ------ | ---- | ---- | ---- | ---- | ---- |
| Насел. | 425  | 427  | 428  | 432  | 441  |